# Hiệu ứng vịt con

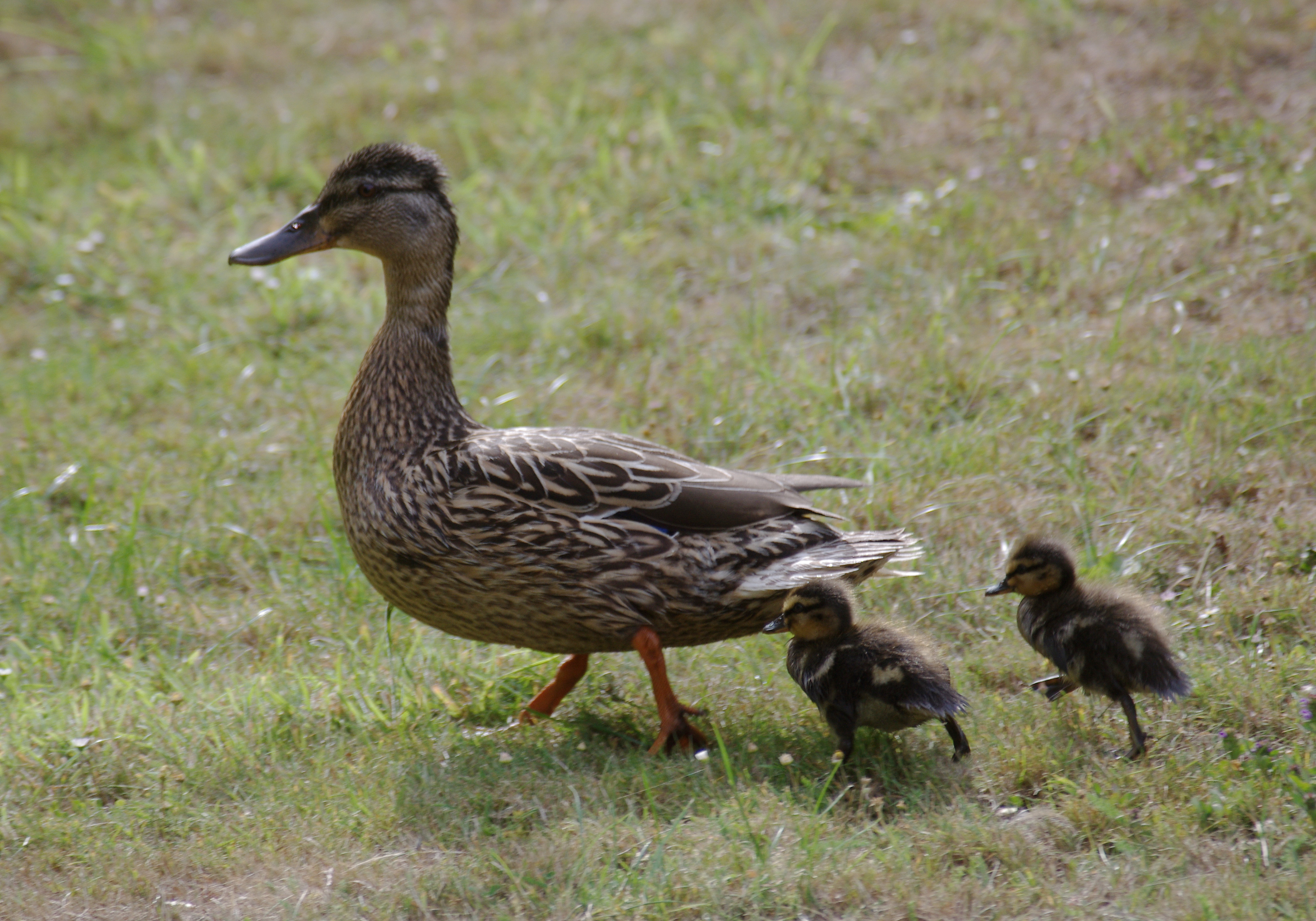
Hai chú vịt con đang theo đuôi vịt mẹ

Hiệu ứng vịt con hay hội chứng vịt non (Baby duck syndrome) là hiệu ứng về tâm lý được ghi nhận trên các chú vịt con mới nở, theo đó, khi mới nở thì những chú vịt non như được bản năng lập trình là nhìn vật thể chuyển động đầu tiên là mẹ của nó và sẽ theo đuôi không rời như hình với bóng và cho dù là con gà hay con người hay bất cứ thứ gì khác chuyển động, miễn là khi chúng xuất hiện lúc nó mới nở, nó sẽ mặc định là mẹ nó. Ở con người, hội chứng vịt con dùng để chỉ việc con người có xu hướng coi những gì xảy ra đầu tiên, trải nghiệm đầu tiên, những cảm xúc đầu tiên là chuẩn mực, khuôn mẫu và hoàn hảo và khoa học gọi đó là tâm lý ấn tượng (Imprinting) hay dấu ấn khó phai. 

## Xã hội
Trong trường hợp của con người thì chính những gì nhìn thấy, cảm nhận, trải nghiệm lần đầu tiên mà làm người ta thích, trong tiềm thức họ sẽ tin những thứ đó là chuẩn nhất và tốt nhất, ví dụ trong tình yêu người ta thường có câu mối tình đầu là mối tình đẹp nhất, khó quên nhất. Hiệu ứng chú vịt con đặt ra vấn đề là tâm lý con người sẽ khó khăn trong chấp nhận sự thay đổi, để đón nhận những làn gió mới mẻ dù nó khoa học hơn, đúng đắn hơn. Với một điểm mốc chuẩn mực là ta tiếp xúc đầu tiên thì cực kỳ khó quên. Nó đặt ra cái sinh sau đẻ muộn phải thực sự nổi bật hơn mới có thể đánh đổ được bức tường hiệu ứng chú vịt con.
Đây là nguyên tắc tâm lý về sự tò mò, con người đôi khi cư xử như một chú vịt con mới sinh, nó coi vật thể chuyển động đầu tiên nó nhìn thấy là mẹ. Nhìn chung, hội chứng vịt con không có gì quá nghiêm trọng nhưng thường làm người ta nhìn mọi thứ với con mắt thận trọng, khắt khe, xét nét, thành kiến, chê bai và không đón nhận cái mới. Về cơ bản, hiệu ứng này hạn chế sự phát triển, sự đổi mới và sức sáng tạo của mỗi người nói riêng và xã hội nói chung. Tuy nhiên, một mặt nó cũng giúp con người không dễ dàng lãng quên những giá trị xưa cũ, từ đó đặt ra thử thách cho những giá trị mới đó là phải không ngừng phát triển để tốt hơn, hiệu quả và độc đáo hơn.